# جوناثان باول
جوناثان باول (13 يونيو 1979 في المملكة المتحدة - ) (بالإنجليزية: Jonathan Powell)‏ هو لاعب كريكت بريطاني. لعب مع نادي مقاطعة ساسكس للكريكت ‏ وSurrey Cricket Board ‏.

## وصلات خارجية
- جوناثان باول على موقع إي آس بي آن كريك إنفو (الإنجليزية)